# Treat Me Nice
"Treat Me Nice" (Lit. "Tratame bien" o "Trátame bonito") es una canción interpretada y popularizada por Elvis Presley y que formó parte de la banda sonora de la película El rock de la cárcel. La canción fue compuesta por la dupla de compositores de Jerry Leiber y Mike Stoller y grabada por Elvis en los estudios Radio Recorder de Hollywood, California en 1957.
Grabación y ediciones 
Elvis grabó la canción el 5 de septiembre de 1957. El cantante registró al menos dos versiones del tema que pretendían utilizarse para el film, una el día 30 de abril y la otra el 3 de mayo de 1957 pero fue la versión registrada el día 24 de septiembre del mismo año la que se utilizó para confeccionar el sencillo. 
El tema fue lanzado al mercado por la compañía RCA tanto como cara B en formato de disco simple, conteniendo a la canción Jailhouse rock en el lado A, como asimismo en un Extended Play con el resto de los temas de la película Jailhouse rock. 
El segmento donde Elvis canta la canción en el film se dá en un estudio de grabación y con la sola excepción de The Jordanaires que no aparecen en ese momento haciendo los coros, el resto de los músicos que acompañan a Elvis en esa secuencia, eran efectivamente sus músicos de apoyo con los que grabó la canción. 
El tema logró entrar en varias listas del Billboard  alcanzando el puesto # 7 en Billboard Most Played R&B de Estados Unidos y luego posicionándose al tope de esa lista. 
En la actualidad el sencillo "Jailhouse Rock" / "Treat me Nice" está catalogado como disco multiplatino por la RIAA. 

## Músicos y personal
Elvis Presley – voz 
Scotty Moore – guitarra eléctrica
Bill Black – contrabajo 
D.J. Fontana – batería
Mike Stoller – piano
The Jordanaires – coros
Steve Sholes – productor
Thorne Nogar – Ingeniero de sonido

## Charts
| Charts (1958)                      | Posición alcanzada |
| ---------------------------------- | ------------------ |
| U.S. Billboard Hot 100             | 27                 |
| U.S. Billboard Hot Country Singles | 11                 |
| U.S. Billboard Most Played R&B     | 1                  |